# Artur Rubinstein
Artur Rubinstein (født 28. januar 1887 i Łódź, Polen, død 20. december 1982) var en polsk-amerikansk pianist.
Rubinstein begyndte som vidunderbarn og gav koncerter i otte årtier i det 20. århundrede. Hans repertoire var bredt og omfattede samtidige komponister som Igor Stravinsky; men hans navn forbindes mest med Ludwig van Beethoven, Frédéric Chopin og Johannes Brahms.

## Koncertpianisten
I 1970 kom Rubinstein som 83-årig til Bergen, hvor koncerten havde været udsolgt i månedsvis. Folk spurgte, om de måtte sætte stole omkring ham på scenen. Det blev han glad for: "Jeg elsker at have publikum tæt på!" Han tilføjede: "Jeg har aldrig fået så megen jubel, som da jeg kom ind igjen efter første applaus og så en ældre dame på podiet mase med at få sin frakke på. Vi polakker er høflige, så jeg standsede og holdt frakken op for hende." Han forklarede også problemet med, at klaverstemmere polerer tangenterne så glatte, at fingrene smutter – og trak derpå en spraydåse frem. Var tangenterne for glatte, gav han dem bare en omgang hårlak. 

## Senere år
På trods af sin høje alder og et skrantende helbred fortsatte Rubinstein at optræde, da han var i 80’erne. Selv efter at være blevet blind, rejste han omkring og underviste. Som 83-årig afsluttede han sin selvbiografi, My many years; og seks år senere forlod han sin kone for en anden kvinde. 
Rubinstein døde som 95-årig, og blev gravlagt i Jerusalem.  Han ønskede at få sin aske spredt ud over skoven, men Israels hovedrabbinere besluttede, at parken i så fald kom under regelværket for gravpladser. Omsider kom man frem til et kompromis, hvorved en stykke jord blev sat af til Rubinsteins grav. 